# Plateau des Djinns
Djinns är en platå i Antarktis. Den ligger i Östantarktis. Frankrike gör anspråk på området.